# InterGest
Die InterGest France S.A.S. ist eine internationale Treuhandgesellschaft, die 1972 in Saargemünd (Frankreich) gegründet wurde. Die InterGest France ist Bestandteil der InterGest Unternehmensgruppe, die darauf spezialisiert ist, Unternehmen bei der Expansion in das Ausland zu unterstützen.
Der Name InterGest leitet sich aus der französischen Tätigkeitsbeschreibung „Gestion Internationale“ (internationale Geschäftsführung) ab.

## Geschichte
Die InterGest wurde 1972 von Heinz Anterist in Saargemünd gegründet. 1982 begann das Unternehmen mit der Entwicklung eines Franchisesystems zur Internationalisierung des InterGest-Konzeptes. 2001 übergab Heinz Anterist die Geschäftsleitung an seinen Sohn Peter Anterist.
2008 wurde die Tochtergesellschaft PaMMon International S.A. (Partnership and Management Automation) mit Hauptsitz in Luxemburg gegründet, die eine Controlling- und Reporting-Software zur Steuerung in- und ausländischer Filialen anbietet.
2016 wurde die InterGest Worldwide mit den drei General Managern Peter Anterist, Nils Blunck und Alberto Canova als Servicegesellschaft mit Sitz in Hamburg gegründet.

## Organisation
Die InterGest France ist Teil der InterGest Unternehmensgruppe, die in einem Franchisesystem mit Partnern in über 50 Ländern organisiert ist. Die Zentrale der InterGest France S.A.S. hat ihren Standort im französischen Saargemünd nahe Saarbrücken.

## Leistungen
Die Kerndienstleistung der InterGest France und ihren weltweiten Partnern ist die Erschließung ausländischer Märkte mittels firmeneigener Organisationen. InterGest bietet hierfür Beratung und Service an – von der Gründung und Domizilierung einer Auslandsniederlassung bis zur treuhänderischen Verwaltung.

## Partnerschaften
Heinz Anterist war ab 1995 Gastprofessor für Außenwirtschaft an der Central University of Finance and Economics (CUFE) in Peking. An derselben Universität unterrichtet auch sein Sohn Peter Anterist internationales Management und Außenwirtschaft. Seit 2003 unterhält InterGest gemeinsam mit der CUFE eine Business School für ein postgraduales MBA-Studium.
Seit November 2012 ist InterGest offizieller globaler Repräsentant der saarländischen Wirtschaft.

## Auszeichnungen
1994 wurde InterGest durch RTL und Jeune Chambre Economique die «Trophée du Dynamisme» verliehen. 2006 wurde Heinz Anterist für die Entwicklung seines Firmenkonzeptes und den Aufbau der weltweiten InterGest-Organisation mit dem Bundesverdienstkreuz am Bande ausgezeichnet.